# Al-Balha
Al-Balha – wieś w Syrii, w muhafazie Hims, w dystrykcie Hims. W 2004 roku liczyła 57 mieszkańców.